# William Salter Blackledge
William Salter Blackledge (*  1793 im Pitt County, North Carolina; † 21. März 1857 in New Bern, North Carolina) war ein US-amerikanischer Politiker. Zwischen 1821 und 1823 vertrat er den Bundesstaat North Carolina im US-Repräsentantenhaus.

## Werdegang
William Salter Blackledge war der Sohn des 1828 verstorbenen Kongressabgeordneten William Blackledge. Der jüngere Blackledge zog noch in seiner Jugend nach New Bern. Bis 1813 studierte er an der University of North Carolina in Chapel Hill. Politisch wurde er Mitglied der Demokratisch-Republikanischen Partei. Im Jahr 1820 war er Abgeordneter im Repräsentantenhaus von North Carolina.
Nach dem Tod des Abgeordneten Jesse Slocumb wurde Backledge bei der fälligen Nachwahl für den vierten Sitz von North Carolina als dessen Nachfolger in das US-Repräsentantenhaus in Washington, D.C. gewählt, wo er am 7. Februar 1821 sein neues Mandat antrat. Da er gleichzeitig für die folgende Legislaturperiode gewählt worden war, konnte er bis zum 3. März 1823 im Kongress verbleiben. Nach seinem Ausscheiden aus dem US-Repräsentantenhaus hat William Blackledge kein weiteres politisches Amt mehr ausgeübt. Er starb am 21. März 1857 in New Bern, wo er auch beigesetzt wurde.